# Conde de Snowdon

Brasão de armas de Antony Armstrong-Jones, 1.º Conde de Snowdon.

Brasão de armas de David Armstrong-Jones, 2.º Conde de Snowdon.

Conde de Snowdon é um título no pariato do Reino Unido. Foi criado em 1961, pela rainha Isabel II, juntamente com o título subsidiário  Visconde Linley, de Nymans, no condado de Sussex, para Antony Armstrong-Jones, marido da falecida princesa Margarida, Condessa de Snowdon. 
Snowdon tinha anteriormente associações reais. O título de barão Snowdon tinha sido conferido, junto com o ducado de Edimburgo, ao príncipe Frederico, neto do rei Jorge I e futuro príncipe de Gales, em 1726. O título foi incorporado na coroa em 1760, quando seu titular ascendeu como rei Jorge III.
Em novembro de 1999, Lord Snowdon recebeu um pariato vitalício como "barão Armstrong-Jones" sob um esquema planejado para permitir que os hereditários da primeira geração retivessem seus lugares na câmara dos Lordes depois da passagem do ato da Câmara dos Lordes (de 1999).

## Condes de Snowdon (1961)
- Antony Armstrong-Jones, 1° conde de Snowdon, GCVO (1930-2017).
  - David Armstrong-Jones, 2° conde de Snowdon (n. 1961).
    - Herdeiro aparente: hon. Charles Armstrong-Jones (n. 1999).